# Campeonato Sul-Americano de Clubes de Basquetebol Feminino
O Campeonato Sul-Americano de Clubes de Basquete Feminino é uma competição organizada atualmente pela FIBA Américas, e até hoje somente equipes brasileiras a venceram. Devido a essa supremacia, em 1999 tinha se disputado a última edição. Em 2002 foi criada a Liga Sul-Americana, com o Vasco da Gama sendo o vencedor, mas a competição não vingou. Em 2009 a FIBA Américas assumiu o basquete feminino no continente e decidiu recriar a antiga competição de clubes.